# Krasno Gradisjte
Krasno Gradisjte (Bulgaars: Красно градище) is een dorp in Bulgarije. Het is gelegen in de gemeente Soechindol in de oblast Veliko Tarnovo. Hemelsbreed ligt het dorp 163 km ten noordoosten van de hoofdstad Sofia.

## Bevolking
Op 31 december 2019 telde het dorp 75 inwoners, een flinke daling vergeleken met 462 inwoners in 1934 en een maximum van 950 inwoners in 1946 (zie: onderstaand tabel).
| 1934 | 1946 | 1956 | 1965 | 1975 | 1985 | 1992 | 2001 | 2011 | 2019 |
| ---- | ---- | ---- | ---- | ---- | ---- | ---- | ---- | ---- | ---- |
| 462  | 950  | 411  | 348  | 252  | 180  | 142  | 135  | 91   | 75   |

In 2011 identificeerden 53 personen zichzelf als etnische Bulgaren (59,3%), gevolgd door 33 Bulgaarse Turken (36,3%) en 4 Roma (4,4%).
| Etnische samenstelling van de respondenten (2011) | Etnische samenstelling van de respondenten (2011) | Etnische samenstelling van de respondenten (2011) | Etnische samenstelling van de respondenten (2011) | Etnische samenstelling van de respondenten (2011) |
| ------------------------------------------------- | ------------------------------------------------- | ------------------------------------------------- | ------------------------------------------------- | ------------------------------------------------- |
|                                                   |                                                   |                                                   |                                                   |                                                   |
| Bulgaren                                          | Bulgaren                                          |                                                   | 59,3%                                             | 59,3%                                             |
| Turken                                            | Turken                                            |                                                   | 36,3%                                             | 36,3%                                             |
| Roma                                              | Roma                                              |                                                   | 4,4%                                              | 4,4%                                              |
| Anders/Onbekend                                   | Anders/Onbekend                                   |                                                   | 0,0%                                              | 0,0%                                              |

Bjala Reka · Gorsko Kaloegerovo · Gorsko Kosovo · Koevtsi · Krasno Gradisjte · Soechindol